# Machairophora (Erebidae)
Machairophora là một chi [[bướm đêm trong họ Erebidae. Hai loài được ghi nhận trong chi này chỉ được tìm thấy ở Sri Lanka và Papua New Guinea.

## Các loài
- Machairophora fulvipuncta Hampson, 1893 (Sri Lanka)
- Machairophora fumigata Pagenstecher, 1900 (Papua New Guinea)